# Église Saint-Joseph de Santa Cruz de Tenerife
L’église Saint-Joseph (espagnol : iglesia de San José) est située dans le centre de la ville de Santa Cruz de Tenerife aux Canaries, en Espagne. L'église se trouve entourée de bâtiments de logements sur ses côtés et sur sa partie arrière. Il souligne sa façade néo-classique avec ses deux tours.

## Description
Il est un des temples les plus beaux et plus importants de la ville, on vénère dans l'église différentes images religieuses comme Joseph de Nazareth (qui donne nom au temple), le Christ de Medinaceli , la Vierge de Fátima et le Sacré-Cœur de Jésus, entre autres. On trouve également dans l'église différentes icônes de style orthodoxe.

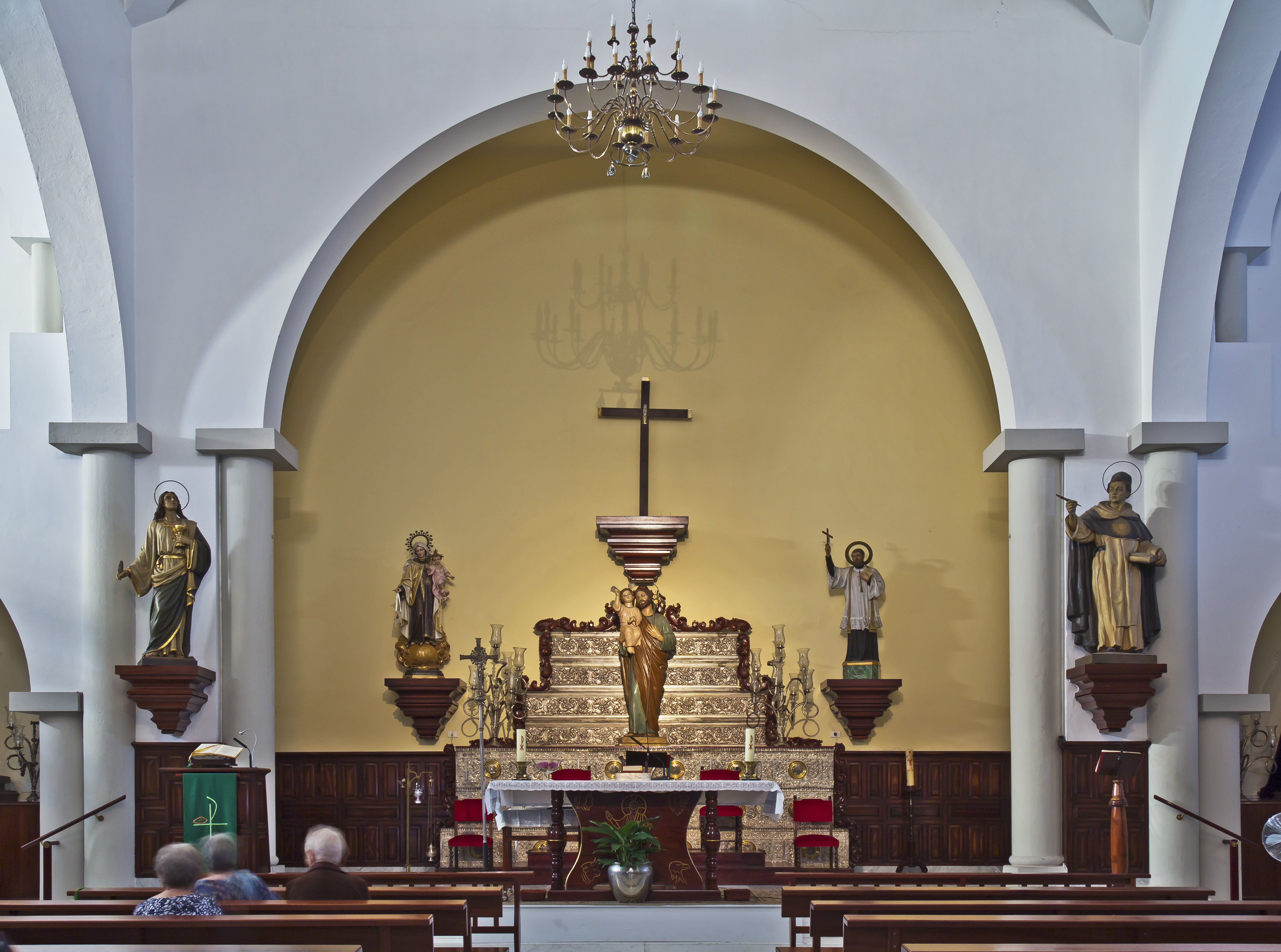
Autel majeur de l'église.